# Патриція Неске
Патриція Неском (нім. Patricia Neske; нар. 19 жовтня 1966 року, Лос-Анджелес, США) — фігуристка з Німеччини, бронзовий призер чемпіонатів Європи 1989 та 1992 років, чемпіонка Німеччини 1990 року в жіночому одиночному катанні. Учасниця Олімпіади 1992 року.
Батьки Патриції емігрували з Німеччини в США. Заради спортивної кар'єри Патриція переїхала до Німеччини, тренувалася в Оберсдорфі у Петера Йонаса. Після Олімпіади 1992 року закінчила виступи в спорті. У 1992 році переїхала до Каліфорнії.

## Кар'єра
У 1984–85 роках Неске завоювала срібло на чемпіонаті Німеччини. Вона зайняла 8-е місце в своєму першому виступі на чемпіонаті Європи, а потім дебютувала на чемпіонаті світу, зайнявши 12-те місце. Протягом наступних кількох років Неске отримувала срібні та бронзові медалі на St. Ivel International (Skate Electric) і бронзові медалі в Skate Canada International, Кубку Націй, Міжнародному паризькому та Trobel Nebelhorn. У 1989 році вона також виграла свою першу бронзу на чемпіонаті Європи. Потім вона зайняла 4-е місце на чемпіонаті світу, досягнувши найкращого результату в своїй кар'єрі.
У 1989–90 сезоні Неске виграла золото на чемпіонаті Німеччини, але до 1992 року не досягла європейського подіуму, аж поки не виграла свою другу європейську бронзову медаль, вигравши відбір на зимові Олімпійські ігри 1992 року в Альбервілль, де вона зайняла 13-е місце в загальному заліку. У тому ж році вона пішла зі спорту.

## Спортивные достижения
| Соревнования/Сезоны        | 1984-85 | 1985-86 | 1986-87 | 1987-88 | 1988-89 | 1989-90 | 1990-91 | 1991-92 |
| -------------------------- | ------- | ------- | ------- | ------- | ------- | ------- | ------- | ------- |
| Зимові Олімпійські         |         |         |         |         |         |         |         | 13      |
| Чемпіонат світу            | 12      |         |         |         | 4       | 7       | 9       | 10      |
| Чемпіонати Європи          | 8       |         |         |         | 3       | 5       | 5       | 3       |
| Чемпіонат Німеччини        | 2       |         |         |         | 2       | 1       | 2       | 2       |
| Skate America              |         |         |         |         |         |         | 4       | 7       |
| Skate Canada International |         | 3       |         |         | 3       | 4       |         |         |
| Nations Cup                |         |         |         |         |         | 3       |         |         |
| Trophée de France          |         |         |         | 3       |         |         |         |         |
| Nebelhorn Trophy           |         |         |         |         | 3       |         |         | 4       |